# Hostovlice
Hostovlice – gmina w Czechach, w powiecie Kutná Hora, w kraju środkowoczeskim.
1 stycznia 2017 gminę zamieszkiwało 251 osób, a ich średni wiek wynosił 41,5 roku.